# Кырув (Сысольский район)
Кырув  — деревня в Сысольском районе Республики Коми в составе сельского поселения  Вотча. 

## География
Расположена на правобережье реки Сысола на расстоянии 11 км от районного центра села Визинга по прямой на восток.  

## История
Известна с 1719 года.

## Население
Постоянное население  составляло 56 человек (коми 66%, русские 32%) в 2002 году, 93 в 2010 .